# Muzzano (Italia)
Muzzano (Muscian o Mussan in piemontese) è un comune italiano di 572 abitanti della provincia di Biella in Piemonte.

## Società

### Evoluzione demografica
Abitanti censiti

## Amministrazione
| Periodo | Periodo   | Primo cittadino             | Partito                    | Carica  | Note |
| ------- | --------- | --------------------------- | -------------------------- | ------- | ---- |
| 1911    | 1965      | Giacomo Ruffino ("Jacôlin") |                            | Sindaco |      |
| 1966    | 1980      | Ugo Sella Rolando           |                            | Sindaco |      |
| 1980    | 1981      | Luigi Sella Rolando         |                            | Sindaco |      |
| 1982    | 1990      | Rino Caneparo               |                            | Sindaco |      |
| 1990    | 1999      | Gioacchino Ferrero          |                            | Sindaco |      |
| 1999    | 2009      | Franco Delzoppo             | lista civica               | Sindaco |      |
| 2009    | 2014      | Romano Marchetti            | lista civica Lo scoiattolo | Sindaco |      |
| 2014    | in carica | Roberto Favario             | lista civica               | Sindaco |      |

### Altre informazioni amministrative
Il comune apparteneva alla Comunità montana Alta Valle Elvo, soppressa nel 2009 e confluita, insieme alla Comunità montana Bassa Valle Elvo, nella Comunità montana Valle dell'Elvo.